# گنیوشا

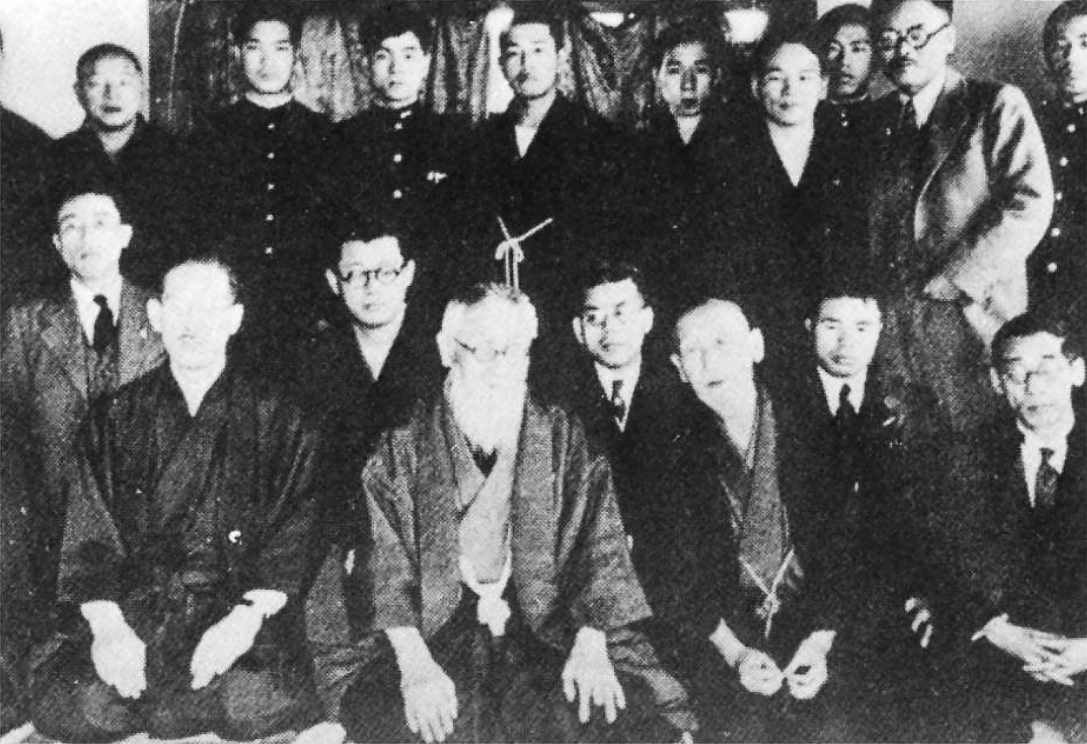
تویاما میتسورو (مرکز)، کوداما یوشیئو (ردیف اول، دوم از راست) در جلسه انجمن تیره / اقیانوس سیاه (Genyyosha)، ۱۹۲۹

گنیوشا، انجمن اقیانوس تیره (به ژاپنی: 玄洋社 Gen'yōsha) یک گروه پان-آسیایی‌گرایی و انجمن مخفی فعال در امپراتوری ژاپن بود که در دادگاه نظامی بین‌المللی در خاور دور توسط فرماندهی عالی نیروهای متفقین یک گروه ملی‌گرایانه افراطی در نظر گرفته شد. انجمن گنیوشا در اصل نام تنگه ای را بر خود گذاشته بود که کشور کره را از ژاپن جدا می‌کرد.

## زمینه
پس از امضای قراردادهای پنج قدرت آنسی (۱۸۵۸) و دیگر قراردادهای نابرابر ژاپن در برابر دنیای غرب در دوره باکوماتسو که آگاهی به ضعف ژاپن همه مردم را در موضعی دفاعی در برابر غرب نهاده بود، باز کسانی مانند یوشیدا شوئین داشتن پایگاهی در خاک آسیا را شرط ادامه بقای ژاپن می‌دانستند. گروهی از رهبران اصلاحات میجی هم با این نظر موافق بودند و تلاش‌های سایگو تاکاموری این گروه را در اعتقاد خود استوارتر کرد. در سال ۱۸۸۱ بازماندگان قیام سایگو و دیگر هواداران آن یک انجمن میهنی به نام «گِن‌یُوشا» برای پیشبرد هدف خود تشکیل دادند و از فرصتی برای در فشار گذاشتن دولت میجی و برانگیختن احساسات عمومی بهره‌برداری می‌کردند. در نتیجه کره هم مانند قضیه پیمان‌های نابرابر موضوع بحث عام شد و مردم از هر دسته و گروه اجتماعی با فکر مداخله در کره همراه شدند. چه با این انتظار که باید کره را باید به انجام اصلاحات و افتادن در راه تجدد به الگوی ژاپن وادشت تا متحد ارزنده ای در برابر سلطه‌جویی غرب در منطقه شود یا با اعتقاد به رسالت ژاپن برای ایجاد یک اتحاد ضد غربی که چین و کره باید خواه ناخواه در آن باشند تا ژاپن به این وسیله خود و همسایگانش را از مطامع اروپاییان حفظ کند.